# Princess Louisa Marine Provincial Park
Der Princess Louisa Marine Provincial Park (teilweise auch nur Princess Louisa Marine Park) ist ein mehrteiliger Provincial Park im Südwesten der kanadischen Provinz British Columbia. Der etwa 964 Hektar (ha) große Park liegt am nordöstlichen Ende des Princess Louisa Inlets, im Sunshine Coast Regional District.
Da der Park nicht über öffentliche Straßen erreicht werden kann, wird er als Back Country Park bezeichnet. Der Zugang erfolgt einzig über den Wasserweg oder per Luftfahrzeug.

## Anlage
Das Princess Louisa Inlet ist ein Seitenarm des Jervis Inlets und schneidet weit ins Festland mit den Bergen der Southern Pacific Ranges ein. Das Jervis Inlet selber mündet südlich von Powell River in die Gewässer der Straße von Georgia. Der Park gliedert sich dabei in drei Teile. Neben dem größten und am nordöstlichen Ende der Bucht gelegenen Parkteil gehört noch eine kleine Insel, Macdonald Island, vor dem nördlichen Ufer der Bucht sowie eine kleine Landzunge am südlichen Ufer der Bucht zum Park. Die Gesamtfläche des Parks teilt sich dabei in etwa 936 ha Landfläche sowie etwa 27 ha Wasser- und Uferfläche auf.
Der Hauptteil des Parks umschließt in einem Talkessel die Einmündung mehrere kleiner Flüsse in die Bucht. Nach Osten und Westen steigen die Wände dieses Talkessels teilweise steil an. Nach Westen steigen die Wände bis auf eine Höhe von ungefähr 1100 m steil an und dann langsamer weiter bis auf 1750 m Höhe. Die Talwände östlich des Kessels steigen nicht ganz so steil und so hoch an. Sie erreichen eine Höhe von ungefähr 900 m. Das ursprüngliche Gebiet umfasste damals nur den Talkessel mit dem Chatterbox Falls sowie die beiden kleineren Parkteile. Die steilen Granitfelswände und damit der James Bruce Falls kamen erst später hinzu.
Als James Bruce Falls wird ein Wasserfall im nordwestlichen Parkbereich bezeichnet. Der Wasserfall entspringt einem kleinen Schneefeld an der Grenze des Parks und stürzt dann über insgesamt 840 Meter in die Tiefe. Der Wasserfall wurde bisher nicht vermessen, gilt jedoch als der höchste in Kanada und gehört zu den zehn höchsten der Welt.
Der Chatterbox Fall liegt im Talkessel, unweit des Ufers. Er ist einer von mehreren weiteren Wasserfällen im Park oder in dessen unmittelbarer Nähe.
Bei dem Provinzpark handelt es sich um ein Schutzgebiet der IUCN-Kategorie III (Naturdenkmal oder -erscheinung).

## Geschichte
Der Park wurde am 24. Juni 1965, noch unter dem Namen Princess Louisa Park, als einer der Provincial Parks in British Columbia eingerichtet. Nach der Namensänderung im Jahr 1988, wurde Laufe seines Bestehens mehrmals seine Größe und/oder die Rechtsgrundlage für seinen Schutz geändert. Zuletzt wurde im Jahr 2004 seine Größe, von zuvor etwa 65 ha, auf die jetzige Größe von etwa 964 ha geändert.
Als Kapitän George Henry Richards mit der HMS Plumper auf einer Reise zur Kartografierung die Region untersuchte, benannte er viele geografische Objekte an der britischen Königin Victoria sowie ihren Familienangehörigen. Auch die Bucht an welcher der Park liegt erhielt so seinen Namen. Unklar ist jedoch ob die Bucht und damit auch der Park nach der Mutter der Königin oder einer der Töchter, benannt wurde.
Wie jedoch grundsätzlich bei allen Provinzparks in British Columbia gilt auch für diesen, dass die Gegend, lange bevor sie von europäischen Einwanderern besiedelt oder sie Teil eines Parks wurde, Jagd- und Siedlungsgebiet verschiedener Gruppen der First Nations, hier hauptsächlich der Sechelt, war.

## Flora und Fauna
Mit dem Biogeoclimatic Ecological Classification (BEC) Zoning System wird das Ökosystem von British Columbia in verschiedene biogeoklimatische Zonen eingeteilt. Biogeoklimatische Zonen zeichnen sich durch ein grundsätzlich identisches oder sehr ähnliches Klima sowie gleiche oder sehr ähnliche biologische und geologische Voraussetzungen aus. Daraus resultiert in den jeweiligen Zonen dann grundsätzlich auch ein sehr ähnlicher Bestand an Pflanzen und Tieren. Innerhalb dieser Systematik wird der Park der Coastal Western Hemlock Zone zugeordnet.
Ähnlich dem Biogeoclimatic Ecological Classification (BEC) Zoning System wird auch das maritime Ökosystem der Küstengewässer von British Columbia mit der British Columbia Marine Ecological Classification in verschiedene Ökozonen eingeteilt. Innerhalb dieser Systematik werden die Parkgewässer der Strait of Georgia Marine Ecosection (SOG) zugeordnet.

## Aktivitäten
Der Park verfügt über geringe touristische Infrastruktur. Er umfasst eine Reihe von möglichen Campingstellen, eine Schutzhütte und Picknickplätze. Für Boote gibt es auch eine Anlage mit Anlegeplätzen. 

## Galerie

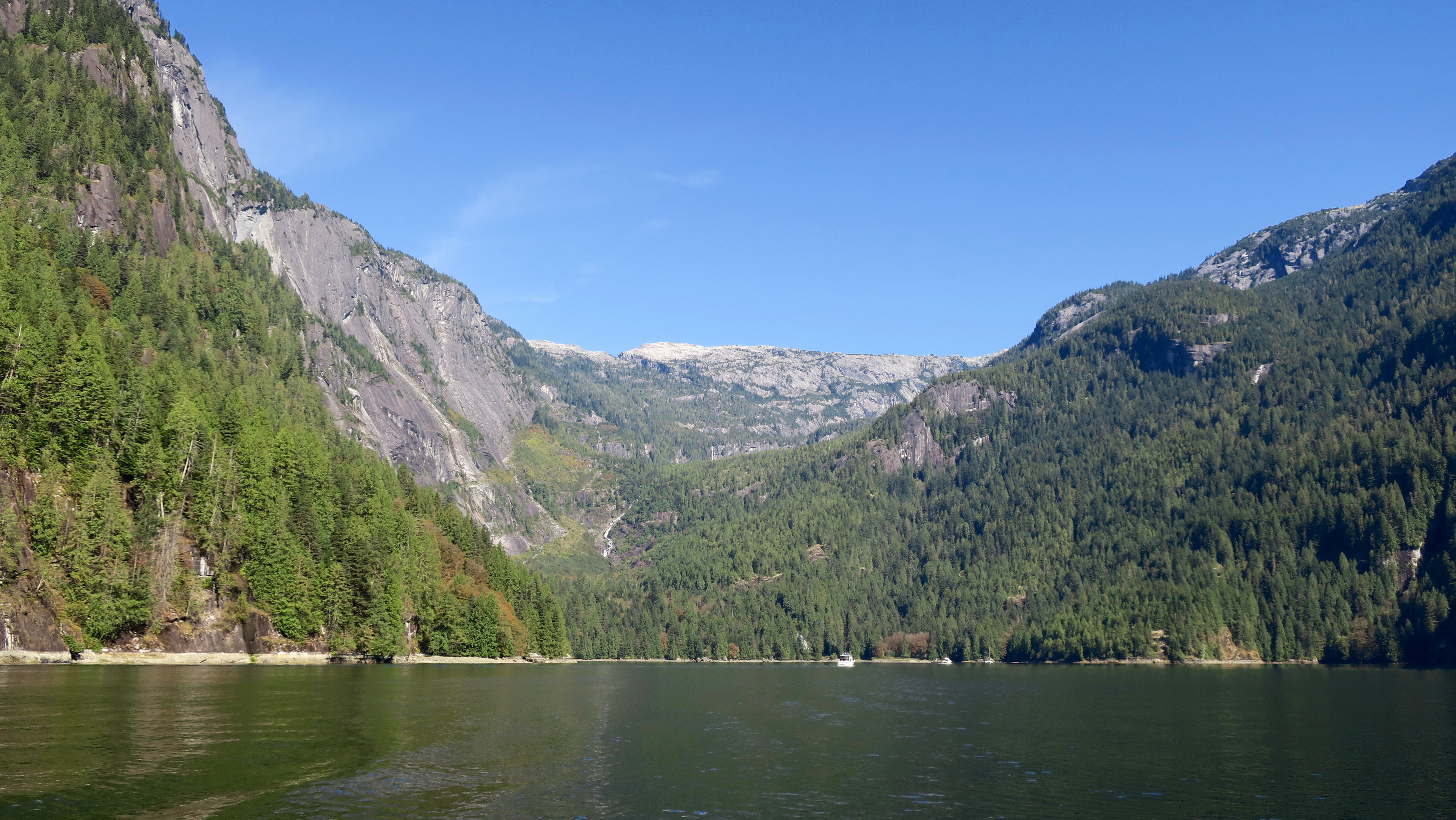
Blick aus der Bucht in Richtung des Parks
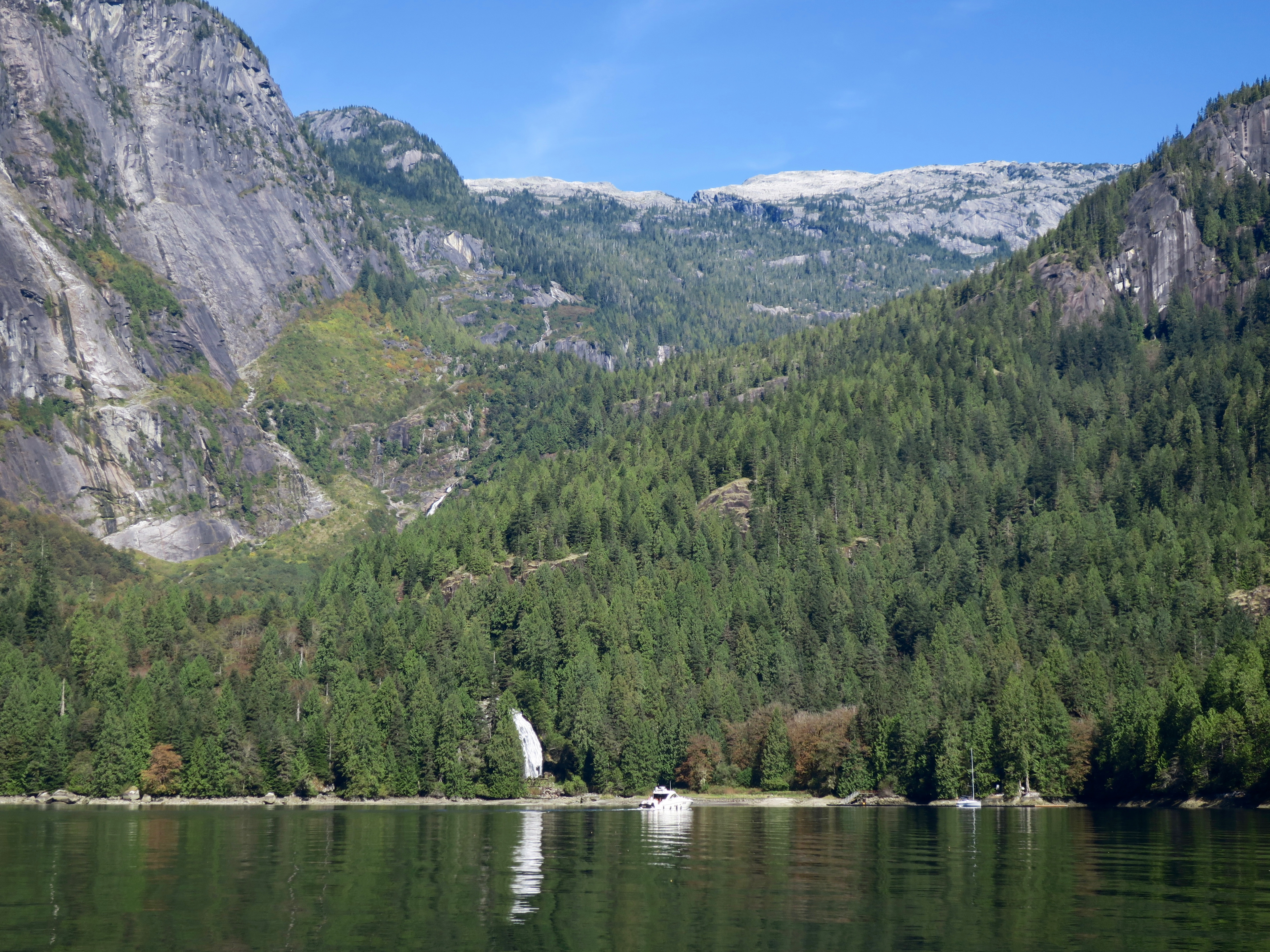
Chatterbox Falls
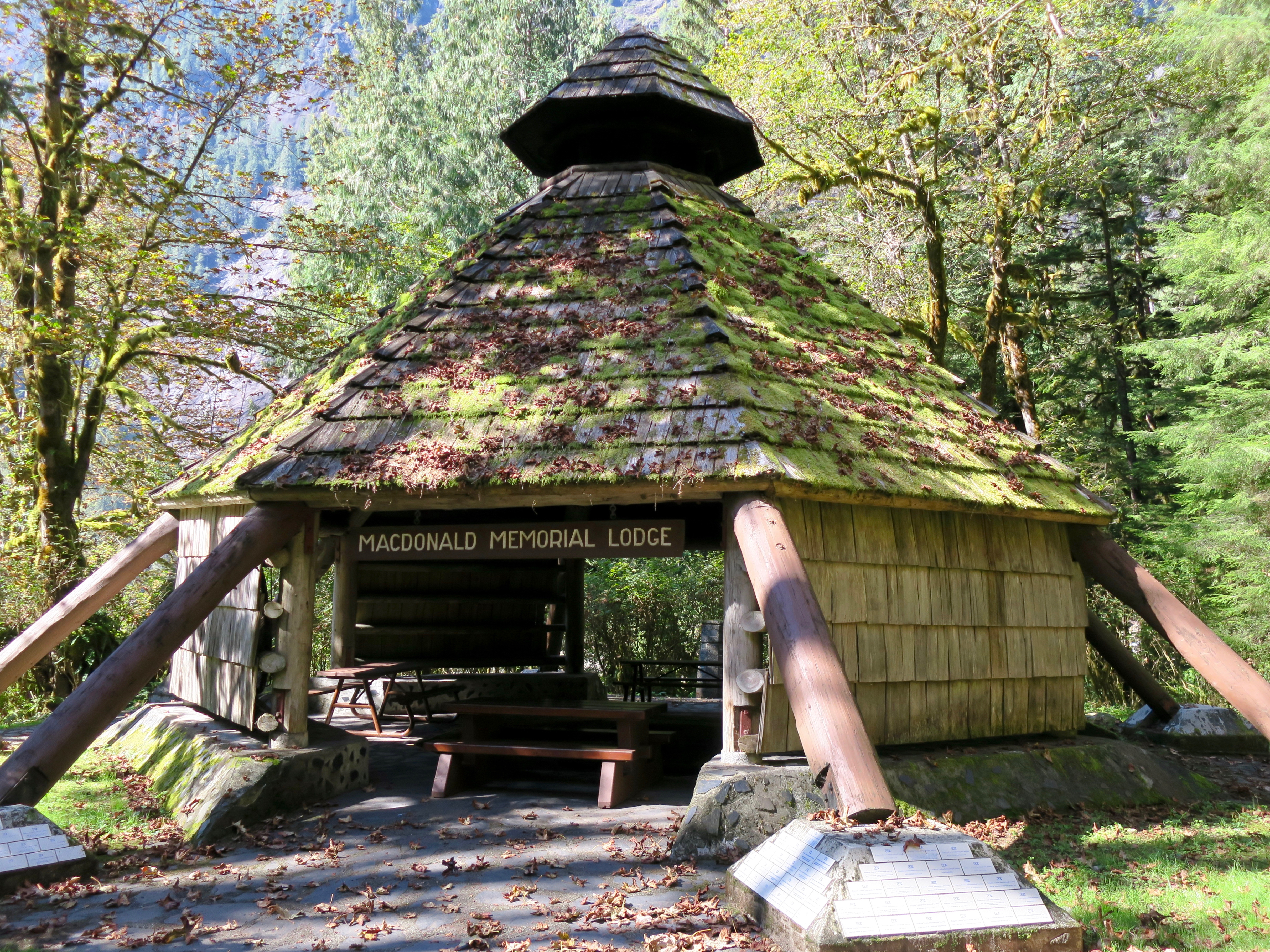
Schutzhütte